# Sư tử châu Âu
Panthera leo spelaea hay P. spelaea, tên thông dụng là Sư tử châu Âu hay Sư tử hang động Á Âu, phân loài tuyệt chủng của sư tử.

## Phân loại

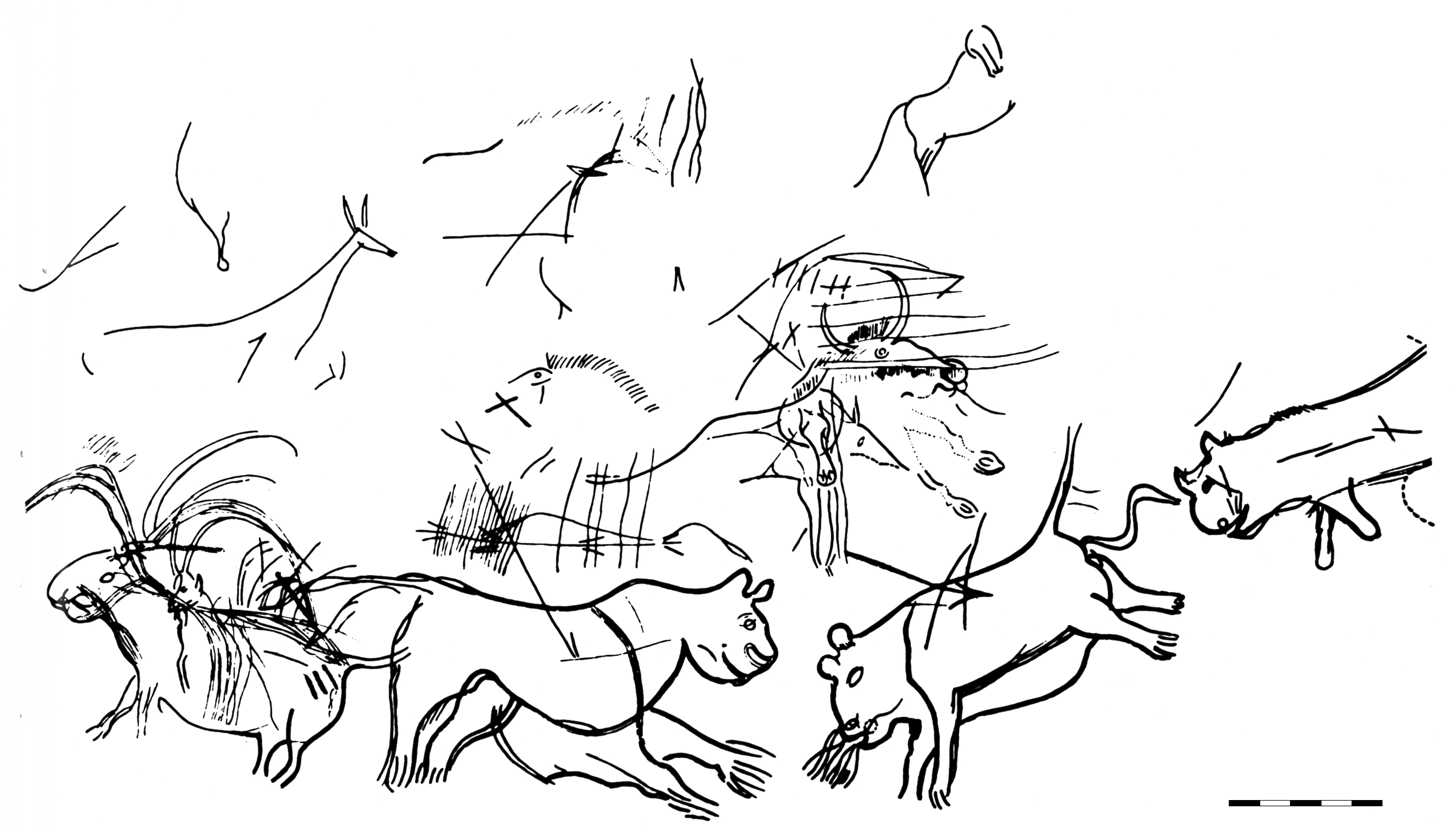
Sư tử hang động, Buồng Felines, hang động Lascaux

Sư tử hang động đôi khi được coi là một loài ở bên phải riêng, dưới cái tên Panthera spelaea, và ít nhất một người có thẩm quyền, căn kết luận của ông về sự so sánh hình dạng hộp sọ, coi sư tử hang động có liên quan chặt chẽ hơn với hổ, mà sẽ cho kết quả trong tên chính thức là Panthera tigris spelaea.. Tuy nhiên, nghiên cứu di truyền gần đây cho thấy trong số các loài họ Mèo còn tồn tại nó có liên quan chặt chẽ nhất với loài sư tử hiện đại và nó hình thành một quần thể duy nhất với sư tử hang Beringia, mà đôi khi được coi là đại diện cho một hình thức khác. Do đó, sư tử hang động phân bố từ châu Âu đến Alaska qua cầu đất Bering cho đến cuối kỷ Pleistocene. Tuy nhiên, vẫn không rõ liệu sư tử hang động nên được coi là một phân loài của sư tử hoặc là một loài có quan hệ chặt chẽ.

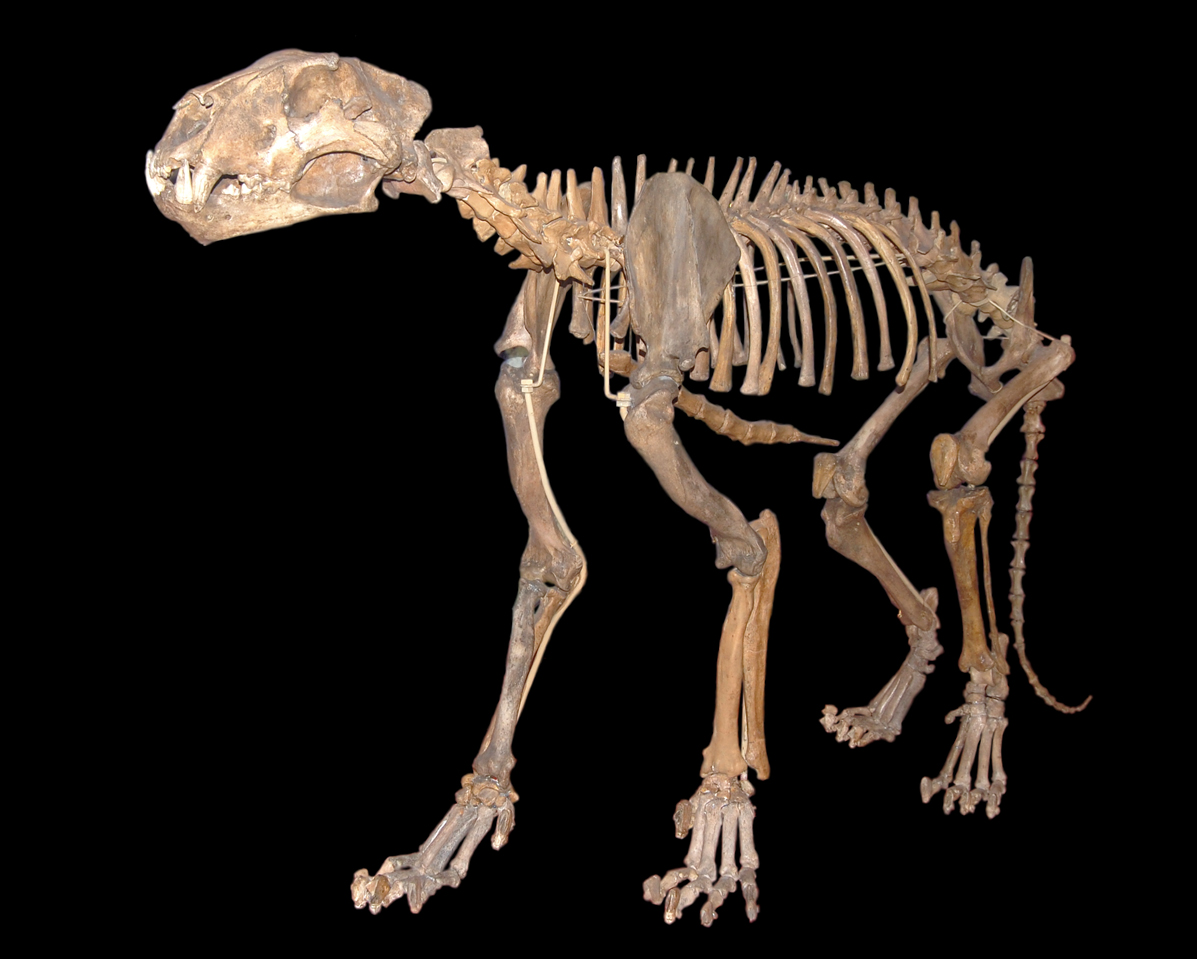
Một bộ xương sư tử hang động ở Vienna

Phân tích các hộp sọ và các hàm dưới của sư tử đã sinh sống ở Yakutia (Nga), Alaska (Hoa Kỳ), và Lãnh thổ Yukon (Canada) trong kỷ Pleistocene cho thấy rằng nó là một phân loài mới khác biệt với các sư tử tiền sử khác, Panthera leo vereshchagini, được biết với tên gọi là sư tử hang động Đông Xibia hoặc sư tử hang động Beringia. Nó khác Panthera leo spelaea ở kích thước lớn hơn và khác sư tử Bắc Mỹ (Panthera leo atrox) bởi kích thước nhỏ hơn và tỷ lệ xương sọ. Tuy nhiên, nghiên cứu di truyền gần đây, sử dụng DNA cổ đại từ sư tử Beringian tìm thấy không có bằng chứng để tách Panthera leo vereshchagini khỏi sử tử hang động châu Âu; quả thực, dấu hiệu DNA từ sư tử từ châu Âu và Alaska đã không thể phân biệt, cho thấy một quần thể hỗn giao lớn.